# Ferdinand Lassalle
Ferdinand Lassalle (Breslávia, 11 de abril de 1825 – Carouge, 31 de agosto de 1864) foi um teórico social-democrata, escritor e político alemão de origem judia.
Considerado um precursor da social-democracia alemã, foi contemporâneo de Marx, e ambos estiveram juntos durante a Revolução Prussiana de 1848 até romperem relações, em 1864. Combativo e ativo propagandista dos ideais democráticos, proferiu, em 16 de abril de 1862, numa associação liberal-progressista de Berlim, a conferência que serviu de base para um livro importante para o estudo do direito constitucional (editado e traduzido em português com título A Essência da Constituição).

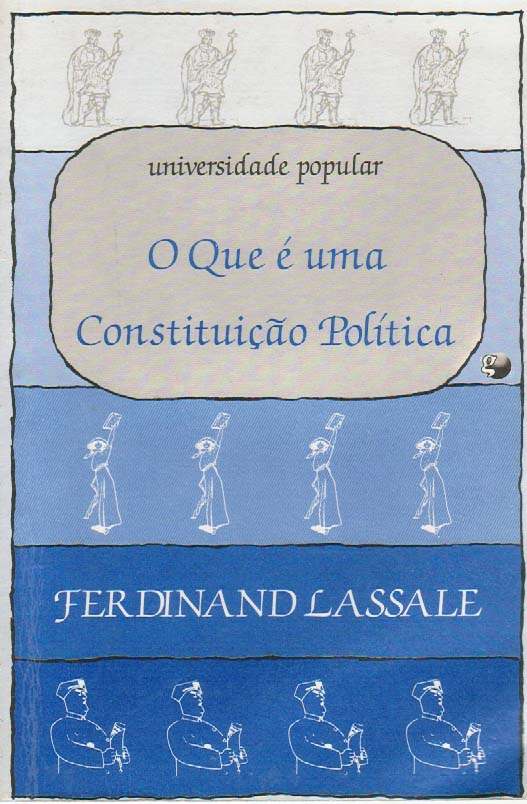
O que é uma Constituição Política em português

Cunhou o  conceito sociológico de Constituição ao estabelecer que tal documento deve descrever rigorosamente a realidade política do país, sob pena de não ter efetividade, tornando-se um mera folha de papel. Esse conceito nega que a Constituição possa mudar a realidade. A tese de Lassale foi contraposta por Konrad Hesse, que cunhou o conceito concretista de Constituição, por considerar que a Constituição não é um simples livro descritivo da realidade - o que a transformaria num simples documento sociológico -, mas norma jurídica, pelo que haveria de se estabelecer uma relação dialética entre o "ser" e o "dever ser".

## Morte
Em Berlim, Lassalle encontrou a jovem Hélène von Dönniges. No verão de 1864, ambos decidiram  se casar. Entretanto, o pai de Hélène, um diplomata bávaro residente em Genebra, via com muito maus olhos essa união e aprisionou a filha em seu próprio quarto. Sob pressão, Hélène acabou por desistir do casamento com Lassalle e aceitou unir-se a Iancu Racoviță (ou Racovitza), um boiardo originário dos Principados Romenos. Lassalle decidiu então desafiar para um duelo tanto o pai de Hélène como Racoviță - que aceitou o desafio . O confronto aconteceu perto de Veyrier, ao pé do Salève, na manhã de 28 de agosto de 1864. Lassalle acabou sendo gravemente ferido por uma bala no abdômen, morrendo poucos dias depois,  em  Carouge, pequena cidade perto de Genebra. Os últimos fatos de sua vida foram descritos por  George Meredith, em Les Comédiens tragiques (1880). Seu corpo foi enterrado num cemitério judeu de Breslau - atualmente Wroclaw, Polônia.

## Obras
- Die Philosophie Herakleitos des Dunklen von Ephesos (1858)
- Franz von Sickingen (1859)
- Über Verfassungswesen (Essência de uma constituição), 1862
- Arbeiterprogramm
- Offenes Antwortschreiben an das Zentralkomitee zur Berufung eines Allgemeinen Deutschen Arbeiter-Kongresses zu Leipzig
- Zur Arbeiterfrage
- Arbeiterlesebuch
- Herr Bastiat-Schulze von Delitzsch, der ökonomische Julian, oder Kapital und Arbeit

Dentre suas obras traduzidas para o português, destacam-se:
- O Que é uma Constituição Política?[5][6]
- A Essência da Constituição